# Блу Риџ (Вирџинија)
Блу Риџ (енгл. Blue Ridge) насељено је место без административног статуса у америчкој савезној држави Вирџинија.

## Демографија
По попису из 2010. године број становника је 3.084, што је 104 (-3,3%) становника мање него 2000. године.
| Група             | 2000.         | 2010.         |
| Белци             | 3.030 (95,0%) | 2.935 (95,2%) |
| Афроамериканци    | 91 (2,9%)     | 79 (2,6%)     |
| Азијати           | 16 (0,5%)     | 12 (0,4%)     |
| Хиспаноамериканци | 17 (0,5%)     | 24 (0,8%)     |
| Укупно            | 3.188         | 3.084         |